# Jacek Majchrowicz
Jacek Majchrowicz (ur. 1960, zm. marzec 2022) – polski koszykarz występujący na pozycji środkowego, wielokrotny medalista mistrzostw Polski.

## Życiorys
Miał dwoje rodzeństwa. Uczęszczał do Szkoły Podstawowej nr 76 we Wrocławiu, a następnie do szkoły zawodowej MPK na kierunku mechanik samochodowy.
Wychowanek Śląska Wrocław. Odbył służbę wojskową w Prudniku. W latach 1984–1991 zawodnik Pogoni Prudnik. W Prudniku, gdzie mieszkał na Jasionowym Wzgórzu, poznał swoją przyszłą żonę Brygidę. Po zakończeniu kariery zamieszkał w Hamm w Niemczech.

## Osiągnięcia
Na podstawie, o ile nie zaznaczono inaczej.
Drużynowe
- 2-krotny mistrz Polski (1980, 1981)
- Brązowy medalista mistrzostw Polski (1982)
- Zdobywca pucharu Polski (1980)